# Maksimalni i minimalni elementi
Maksimalan element parcijalno uređena skupa A je onaj element x je onaj ako ne postoji {\displaystyle y\in A} za koji vrijedi da je {\displaystyle x<y}. U skupu može biti više maksimalnih, ali samo je jedan najveći element. Najveći element je maksimalan ali nije svaki maksimalan najveći. Slično definiramo minimalni i najmanji element skupa. U skupu može biti više minimalnih, ali samo je jedan najmanji element. Najmanji element je minimalan ali nije svaki minimalan najmanji.
Ovi su elementi bitni u teoriji skupova i teoriji redova.